# Haiximites de l'Iraq
Els haiximites de l'Iraq foren la dinastia que va ocupar el tron d'Iraq a títol de reis entre 1922 i 1958. Pels seus antecedents vegeu haiximites de l'Hedjaz.
Faysal o Faisal ibn Husayn va esdevenir rei de l'Iraq (Faisal I) amb el suport britànic el 23 d'agost de 1921. El 1930 va signar un tractat amb la Gran Bretanya que limitava els poders d'aquesta potència que exercia el mandat, i permetia l'ingrés de l'Iraq a la Societat de Nacions que es va produir el 3 d'octubre de 1932. Un intent d'unió amb Síria no va reeixir.
Va morir el 8 de setembre de 1933 i el va succeir el seu fill Ghazi I, que va fer front a un cop d'estat i a l'oposició de bona part de les forces polítiques a les interferències de la Gran Bretanya.
Mort el 4 d'abril de 1939 el va succeir el seu fill Faysal II o Faisal II sota la regència principalment d'Abd al-Ilah, fins que va arribar a la majoria el 2 de maig de 1953; el govern iraquià dirigit per Rashid al-Kilani, considerat favorable a Alemanya, fou deposat pels britànics el maig de 1941. El 1942 es van iniciar converses per una federació entre l'Iraq, Síria, Transjordània, Líban i Palestina, però Egipte s'hi va oposar i d'aquest conflicte va sorgir la Lliga Àrab. Després del 1955 Iraq va tenir governs prooccidentals; es va signar el Pacte de Bagdad amb Turquia, Iran, Pakistan i Gran Bretanya (24 de febrer de 1955) provocant la reacció adversa de Síria i Egipte. El 14 de juliol de 1958 un cop d'estat nacionalista i esquerrà enderrocà el règim; el rei i el regent van resultar morts i es va establir la república.

## Reis de l'Iraq
- Faisal I 1922-1933
- Ghazi I 1933-1939
- Faisal II 1939-1958